# Brown Eyed Girls BEST - Special Moments
《Brown Eyed Girls BEST - Special Moments》는 대한민국의 음악 그룹 브라운 아이드 걸스의 첫 번째 베스트 음반이다.